# Волжский спуск
Волжский спуск (бывший Волжский съезд, Волчий спуск) — улица в историческом центре города Ярославля. Лежит между площадью Челюскинцев и нижним ярусом Волжской набережной. Проходит по склону Медведицкого оврага, ранее разделявшего Ярославский кремль и Земляной город.

## История
Спуск к Волге по Медведицкому оврагу существовал вероятно со времени основания города. В начале XIX века овраг был частично засыпан и на месте его склона около 1830 года построен съезд у Волжской башни.
На плане города 1846 года этот съезд обозначен как Волжский спуск. На карте 1911 года — как Волжский съезд. С 1917 года именуется также Волчьим спуском по названию восточной части Медведицкого оврага — Волчий овраг.
В 1957 году съезд вновь переименован в Волжский спуск.

## Здания и сооружения
- Волжский мост
- № 2 — Дом Болконского

На других улицах:
- Волжская набережная, 2а — Волжская башня.